# Paricá
O paricá (nome científico: Schizolobium amazonicum) é uma árvore da família das fabáceas.